# Molophilus (Molophilus) coramba
Molophilus (Molophilus) coramba is een tweevleugelige uit de familie steltmuggen (Limoniidae). De soort komt voor in het Australaziatisch gebied.